# Praia Inhame (Príncipe)
Praia Inhame és una localitat de São Tomé i Príncipe. Es troba al districte de Pagué, al nord de l'illa i Regió Autònoma de Príncipe. La seva població és de 309 (2008 est.). Està vinculat amb una carretera menor que uneix la capital de l'illa Santo António i Belo Monte. Al nord-est limita amb Picão, al sud amb Praia Santo António i a l'oest amb la localitat de Aeroporto de Príncipe.

## Evolució de la població
| 2001 | 2008 |
| 271  | 309  |